# Vrbina
Das Fauna-Flora-Habitat-Gebiet Vrbina liegt auf dem Gebiet der Städte Brežice und Krško im Südosten Sloweniens. Das etwa 2,7 km² große Schutzgebiet besteht aus vier Teilgebieten und befindet sich im Tal der Save oberhalb der Krka-Mündung. Es zeichnet sich insbesondere durch orchideenreiche Magerrasen und das Vorkommen von seltenen Totholzkäfern in den Auwaldresten aus.

## Schutzzweck

### Lebensraumtypen
Folgende Lebensraumtypen nach Anhang I der FFH-Richtlinie sind für das Gebiet gemeldet:
| EU Code | * | Lebensraumtyp (offizielle Bezeichnung)                                                                                           | Fläche |
| ------- | - | --- | ------ |
| 6210    | * | Naturnahe Kalktrockenrasen und deren Verbuschungsstadien (Festuco-Brometalia) (besondere Bestände mit bemerkenswerten Orchideen) | 40,7   |
| 6510    |   | Magere Flachland-Mähwiesen (Alopecurus pratensis, Sanguisorba officinalis)                                                       | 25,3   |

### Arteninventar
Folgende Arten von gemeinschaftlichem Interesse kommen im Gebiet vor:
| Bild                      | EU Code | * | Art                       | wissenschaftlicher Name | Artengruppe |
| ------------------------- | ------- | - | ------------------------- | ----------------------- | ----------- |
| Scharlachroter Plattkäfer | 1086    |   | Scharlachroter Plattkäfer | Cucujus cinnaberinus    | Käfer       |
| Hirschkäfer               | 1083    |   | Hirschkäfer               | Lucanus cervus          | Käfer       |
| Eremit                    | 1084    | * | Eremit                    | Osmoderma eremita       | Käfer       |
| Schmale Windelschnecke    | 1014    |   | Schmale Windelschnecke    | Vertigo angustior       | Schnecken   |